# Пяаккёнен, Яспер
Йо́на Я́спер Пя́аккёнен (фин. Joona Jasper Pääkkönen, род. 15 июля 1980, Хельсинки) — финский актёр.

## Ранняя жизнь
Родился в Хельсинки в семье актёра Сеппо Пяаккёнена и Вирве Хавелин. Его дядя Антти Пяаккёнен является актёром озвучивания. Уже в детстве был ассистентом в театре и посещал среднюю школу с актёрским уклоном в Каллио, Хельсинки.

## Карьера
По оценке финского таблоида IltaSanomat является «самым прибыльным киноактёром в Финляндии», сыграв во многих кассовых фильмах, которые занимали первую строчку финских сборов; среди этих хитов числится фильм «Плохие парни» (2003), который стал самым успешным финским фильмом. Среди других хитов, в которых играл Пяккёнен, значатся «Матти», «Вечная мерзлота», «Голая бухта» и «Герои полярного круга». За роль в фильме «Плохие парни» получил премию Международного независимого кинофестиваля в Брюсселе за лучшую мужскую роль в 2003 году. Также заслужил международное признание критиков: Майкл Гилтц из Huffington Post назвал актёра «красивым и неотразимым» за роль в «Героях полярного круга», а Лесли Фелперин из Variety — «начинающий трагик, демонстрирующей впечатляющий потенциал», за роль Матти Нюкянена в «Матти». В 2006 году Продвижение европейского кино представило Пяккёнена как восходящую звезду Финляндии на Берлинском кинофестивале.
В 2015 году присоединился к актёрскому составу четвёртого сезона телесериала History Channel «Викинги» в роли Хальвдана Чёрного.
В 2018 году сыграл немаловажную роль Феликса Кендриксона в фильме Спайка Ли «Чёрный клановец».

## Личная жизнь
В 2009 году вместе с кинопродюсером Маркусом Селиным основал Pokerisivut.com — журнал о покере. В 2010 году сайт был награждён в Лондоне как «Лучший партнёрский проект».
С 2017 года женат на испано-филиппинской модели Александре Эскат. У супругов двое детей, рождённые в декабре 2021 года и в январе 2024 года.
Является членом мировой команды по нахлысту Vision и появлялся в ТВ-шоу о нахлысте и на DVD изданиях как приглашённая звезда.